# Salut c'est cool
Salut c'est cool é um grupo de quatro músicos franceses de origem parisiense. A banda pertence ao gênero electro-punk com um lado poético e deliberadamente desordenado, que é autodescrito como "techno variété / trovador cibernético", similarmente ao grupo francês Sexy Sushi.
Suas apresentações ao vivo são populares na França e na Bélgica.  Também já se apresentaram no Canadá, Alemanha, Itália, Suíça, China  e Eslováquia.
O grupo é composto por Martin, James (ex-integrante do coletivo ''10 minutes à perdre''), Louis e Vadim. Romain, o 5° membro, deixou a banda no verão de 2013.

## História
Em 2014, foi classificado entre os 10 grupos mais tocados durante os festivais de verão. Ganhou o prêmio ADAMI e passou a marca de 100 apresentações ao vivo.
Em abril de 2015, o grupo anuncia em sua página do Facebook ter assinado com o selo Barclay.
Em 2015, os clipes das músicas Techno toujours pareil e Je suis en train de rêver foram classificados em primeiro e segundo lugares, respectivamente, pela revista Cahiers du Cinéma no ranking de melhores clipes musicais.
No junho de 2019, seu sétimo álbum é lançado em colaboração com o músico Jacques, pelo selo Pain Surprises.